# Mukrz
Mukrz – (niem. 1942-1945 Mückern) wieś w Polsce położona w województwie kujawsko-pomorskim, w powiecie świeckim, w gminie Lniano, nad jeziorem Mukrz (Bory Tucholskie). W latach 1975–1998 miejscowość administracyjnie należała do województwa bydgoskiego. Obecnie na sołectwo Mukrz składają się dwie wsie: Mukrz i Cisiny. W Mukrzu mieszkają obecnie (31.12.2014 r.) 102 osoby. Prowadzi do niego droga utwardzona wykonana w 2011 r. Aktualnie Mukrz jest wioską tematyczną Leśnego Życia.
Nazwa pierwotna wsi brzmiała zapewne Mokrzno i pochodziła od czegoś mokrego, płynnego, cieknącego (tereny okoliczne to jezioro, liczne cieki wodne i obszary podmokłe). Wieś posiada duże walory turystyczno-wypoczynkowe. Jest ulokowana nad jeziorem, w pobliżu rezerwatu Cisy Staropolskie, który ma bardzo duże znaczenie krajoznawcze, pośród lasów Wdeckiego Parku Krajobrazowego. Wody są czyste, zamieszkane przez bobry. Przez wieś (w dużej mierze zabudowaną tradycyjnymi, drewnianymi chałupami) przebiegają piesze szlaki turystyczne, m.in. do Cekcyna, Lniana, Ostrowitego czy Lubiewa.